# Harrisomyia terebrella
Harrisomyia terebrella är en tvåvingeart som beskrevs av Alexander 1932. Harrisomyia terebrella ingår i släktet Harrisomyia och familjen småharkrankar. Inga underarter finns listade i Catalogue of Life.